# دورة روبن

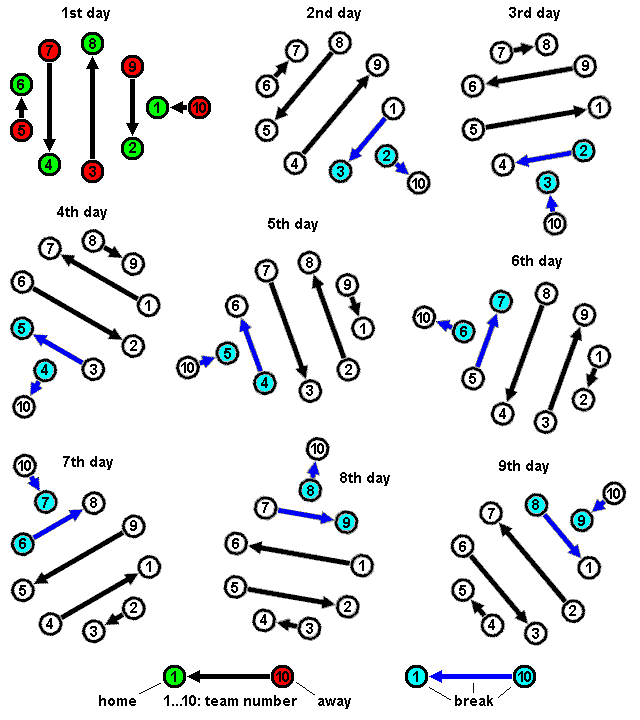

دورة روبن أو الكل ضد الكل وهي طريقة للتنافس بحيث يلعب اللاعب الواحد ضد كل منافسيه كلاً على حدة. وتُستعمل هذه الطريقة في العديد من المسابقات الرياضية (مثل درويات اندية كرة القدم كالدوري الإسباني).
أُشتقت الاسم من كلمة "ruban" والتي تعني الشريط، ويقصد بها «فترة طويلة من الزمن».
هناك نوعين من دورات روبن:
- دورة روبن مفردة: حيث يلعب اللاعب في مواجهة كل منافس مرة واحدة فقط.
- دورة روبن مزدوجة: حيث يلعب اللاعب في مواجهة كل منافس مرتين، ذهاباً وأياباً.